# Тереза Рајт
Тереза Рајт (енгл. Teresa Wright; Менхетн, 27. октобар 1918 — Њу Хејвен, 6. март 2005) је била америчка глумица. Добила је Оскара за најбољу споредну улогу у филму Госпођа Минивер.

## Детињство и младост
Мјуријел Тереза Рајт je рођена у Харлему као кћерка Марте и Артура Рајта, који је био агент осигуравајућег друштва. Одрасла је у Маплвуду, у држави Њу Џерзи. Током школовања у гимназији Колумбија постала је веома заинтересована за глуму и провела лета радећи у позоришној продукцији у граду Провинстаун. Након матурирања у 1938. у гимназији враћа се у Њујорк и бива ангажована да одигра улогу Емили у представи Торнтона Вајлдера Наш град. Преузела је ту улогу од Марте Скот која је отишла у Холивуд да сними филм по представи.

## Приватни живот
Рајт је била удата за Нивена Буша од 1942. године до 1952. године, а имали су и своје деце. Године 1959. се удала за Роберта Андерсона. Касније су се развели, али су одржавали блиске односе све до њене смрти.
Умрла је од срчаног удара у 86. години у болници у Њу Хејвену.

## Филмографија
| Улоге Тереза Рајт |                             |               |                            |            |
| Година            | Српски назив                | Изворни назив | Улога                      | Напомена   |
| 1941.             | Мале лисице                 |               | Александра Гиденс          |            |
| 1942.             | Госпођа Минивер             |               | Карол Белдон               |            |
| 1942.             |                             |               | Елинор Твитчел             |            |
| 1943              | Сенка сумње                 |               | Шарлот „Чарли“ Њутон       |            |
| 1944.             |                             |               | Изабел Друри               |            |
| 1946.             | Најбоље године нашег живота |               | Пеги Стивенсон             |            |
| 1947.             |                             |               | Торли Калум                |            |
| 1947.             |                             |               | Милисент Хопкинс           |            |
| 1947.             |                             |               | Кејт Фарел                 |            |
| 1948.             |                             |               | Ларк Инглодсби             |            |
| 1950.             |                             |               | Елен Тевлин Ванер          |            |
| 1950.             | Људи                        |               | Елен „Ели“ Вилосек         |            |
| 1952.             |                             |               | Една Милер                 |            |
| 1952.             |                             |               | Џули Лоренс                |            |
| 1952.             |                             |               | Лори Озборн                |            |
| 1953.             |                             |               | Елен Браден                |            |
| 1953.             |                             |               | Ени Џоунс                  |            |
| 1954.             |                             |               | Грејс Бриџес               |            |
| 1955.             |                             |               | Дорис Вокер                | ТВ емисија |
| 1956.             |                             |               | Рут Симонс                 |            |
| 1957.             |                             |               | Мери Сондерс               |            |
| 1957.             |                             |               | Ени Саливан                |            |
| 1958.             |                             |               | Елизабет Грант             |            |
| 1964.             |                             |               | Стела                      |            |
| 1969.             |                             |               | Санта Диксон               |            |
| 1969.             |                             |               | гопсођа Спенсер            |            |
| 1972.             |                             |               | Алис Грејвс                | ТВ филм    |
| 1974.             |                             |               | Идит Рејнолдс              | ТВ филм    |
| 1976.             |                             |               | Алис Катлер                | ТВ филм    |
| 1977.             |                             |               | Меј                        |            |
| 1980.             |                             |               | Лора Робертс               |            |
| 1980.             |                             |               | Луси Тејт                  | ТВ Филм    |
| 1982.             |                             |               | Кора Свонсон               | ТВ Филм    |
| 1983.             |                             |               | Меј Дрискол                | ТВ Филм    |
| 1987.             |                             |               | Мирандина бака             | ТВ Филм    |
| 1988.             |                             |               | бака                       |            |
| 1990.             |                             |               | Хелин Берман               | ТВ Филм    |
| 1991.             |                             |               | Мајра                      | ТВ Филм    |
| 1993.             |                             |               |                            |            |
| 1997.             |                             |               | Колин „Мис Бирди“ Бирдсонг |            |